# 平野復男
平野 復男（ひらの またお、1886年（明治18年）7月5日 - 没年不明）は、日本の実業家。平野大豆工業元社長。大日本紡績（現：ユニチカ）元取締役。日本製粉（現：ニップン）元取締役。

## 経歴
石川県金沢市出身。大聖寺藩士であった上杉寛二の四男（または三男）として生まれる。兄は憲法学者で東京帝国大学教授の上杉慎吉。
1909年（明治42年）東京帝国大学法科大学英法科を優等の成績で卒業し、同年高等文官試験に合格。神奈川県に奉職し、理事官を務める。1910年（明治43年）辞職。
その頃、たまたま縁戚にあたるユアサコーポレーション創業者の湯浅七左衛門（早川千吉郎の弟）の紹介で、摂津紡績（現：ユニチカ）取締役を務めた平野平兵衛（金沢仁作の弟）の長女・いちと結婚。1911年（明治44年）平野家の家督を継ぐ。
その後、日本絹織、日本製糸、日本レイヨン（現：ユニチカ）、大日本紡績（現：ユニチカ）、中外護謨、日本製粉（現：ニップン）、東洋製粉（現：ニップン）、日本麻毛紡績、平野大豆工業、帝国油脂などの重役を歴任した。

## 家族

### 平野家
- 養父・平兵衛（生年不明）
- 妻・いち（1892年（明治25年）11月生）
養父・平兵衛の長女[2][3]。
- 長女・まち子（1912年（明治45年）3月5日生）
清水谷高等女学校卒[2][3][5]。夫は近鉄百貨店元社長の檜原敏郎[5]。
  - 外孫・檜原恒一郎（1933年（昭和8年）3月11日生）
京都大学法学部卒[5]。三菱銀行元行員[5]。月桂冠元代表取締役副社長[5][6]。
    - 外曽孫・檜原麻希（1961年（昭和36年）9月7日生）
慶應義塾大学文学部哲学科卒。ニッポン放送代表取締役社長[7]。
- 次女[2][3]
- 長男[2][3]